# Drei-Stufen-Test (Urheberrecht)
Als Drei-Stufen-Test bezeichnet man im Urheberrecht einen in mehreren internationalen Verträgen vorgesehenen dreistufigen Test, mit dem geprüft wird, ob eine Ausnahmeregelung (Schrankenbestimmung) einen akzeptablen Eingriff in die Rechte des Urhebers darstellt. In seiner ursprünglichen Form in der Revidierten Berner Übereinkunft lautet er dahingehend, dass eine Ausnahme vom generellen Vervielfältigungsrecht des Urhebers zulässig ist, sofern sie auf „gewisse Sonderfälle“ zielt (Schritt 1) und sofern Vervielfältigungen im Rahmen dieser Ausnahme weder die normale Auswertung des Werkes beeinträchtigen (Schritt 2) noch die berechtigten Urheberinteressen unzumutbar verletzen (Schritt 3). Teilweise wird der Drei-Stufen-Test auch für andere Immaterialgüterrechte, insbesondere das Patent- und Markenrecht, vorgesehen.

## Einführung
Die Grundorganisation von Urheberrechtsordnungen weltweit besteht darin, dass zunächst für bestimmte Erzeugnisse bzw. Schöpfungen umfassende Schutzrechte (Verwertungsrechte) gewährt werden – zum Beispiel das ausschließliche Recht des Urhebers, sein Werk zu vervielfältigen (Vervielfältigungsrecht). Sodann werden diese ausschließlichen Rechte jedoch wieder in gewissem Maße beschränkt, um einen Interessensausgleich herbeizuführen. Diese einschränkenden Normen bezeichnet man als Schrankenbestimmungen. In den meisten Rechtsordnungen der Welt gibt es beispielsweise eine Schrankenbestimmung, die es erlaubt, zu rein privaten Zwecken Kopien etwa eines wissenschaftlichen Aufsatzes anzufertigen (Privatkopie).
Durch verschiedene internationale Verträge wird versucht, eine gewisse Harmonisierung der nationalen Urheberrechtsordnungen der Welt zu erreichen. Derartige Abkommen legen üblicherweise nicht konkret fest, welche Schrankenbestimmungen den Mitgliedstaaten erlaubt und welche verboten sind, sondern sie umschreiben lediglich abstrakt die Anforderungen an richtlinienkonforme Schrankenbestimmungen. Hierzu wird regelmäßig auf einen Drei-Stufen-Test zurückgegriffen.

## Internationale Verträge

### Übersicht
Im Jahr 2014 beinhalteten vier in Kraft befindliche internationale Verträge eine Form des Drei-Stufen-Tests, namentlich die Revidierte Berner Übereinkunft (RBÜ), das TRIPS-Übereinkommen sowie die beiden WIPO-Verträge, der WIPO-Urheberrechtsvertrag (WCT) und der WIPO-Vertrag über Darbietungen und Tonträger (WPPT). Diese werden nachfolgend vorgestellt. Hinzu kommen zwei weitere Abkommen, die noch nicht in Kraft getreten sind: zum einen der 2012 geschlossene Vertrag von Peking über den Schutz von audiovisuellen Darbietungen zu audiovisuellen Darbietungen (kurz: Vertrag von Peking), der in Art. 13 Abs. 2 weitestgehend den Drei-Stufen-Test aus Art. 16 Abs. 2 WPPT übernimmt, sich dabei allerdings entsprechend dem Vertragszweck nur auf Darbietungen bezieht und die Verweise auf Tonträger bzw. Tonträgerhersteller weglässt; zum anderen der Vertrag von Marrakesch, um den Zugang zu veröffentlichten Werken für blinde, sehbehinderte oder sonst lesebehinderte Personen zu erleichtern (Vertrag von Marrakesch) vom 27. Juni 2013, welcher in Art. 11 hinsichtlich Schrankenregelungen, die der Umsetzung der Vereinbarungen dienen, ausdrücklich die Anwendung des Drei-Stufen-Tests der RBÜ, des TRIPS-Übereinkommens und des WCT vorschreibt.
| Abkommen | Stelle         | Inhalt | Regime       |
| -------- | -------------- | --- | ------------ |
| RBÜ      | Art. 9 Abs. 2  | Der Gesetzgebung der Verbandsländer bleibt vorbehalten, die Vervielfältigung in gewissen Sonderfällen unter der Voraussetzung zu gestatten, dass eine solche Vervielfältigung weder die normale Auswertung des Werkes beeinträchtigt noch die berechtigten Interessen des Urhebers unzumutbar verletzt. | Urheberrecht |
| TRIPS    | Art. 13        | Die Mitglieder begrenzen Beschränkungen und Ausnahmen von ausschließlichen Rechten auf bestimmte Sonderfälle, die weder die normale Auswertung des Werkes beeinträchtigen noch die berechtigten Interessen des Rechtsinhabers unzumutbar verletzen. | Urheberrecht |
| TRIPS    | Art. 17        | Die Mitglieder können begrenzte Ausnahmen von den Rechten aus einer Marke vorsehen, wie etwa eine lautere Benutzung beschreibender Angaben, wenn diese Ausnahmen die berechtigten Interessen des Inhabers der Marke und Dritter berücksichtigen. | Markenrecht  |
| TRIPS    | Art. 26 Abs. 2 | Die Mitglieder können begrenzte Ausnahmen vom Schutz gewerblicher Muster und Modelle vorsehen, sofern solche Ausnahmen nicht unangemessen im Widerspruch zur normalen Verwertung geschützter gewerblicher Muster oder Modelle stehen und die berechtigten Interessen des Inhabers des geschützten Musters oder Modells nicht unangemessen beeinträchtigen, wobei auch die berechtigten Interessen Dritter zu berücksichtigen sind. | Designrecht  |
| TRIPS    | Art. 30        | Die Mitglieder können begrenzte Ausnahmen von den ausschließlichen Rechten aus einem Patent vorsehen, sofern solche Ausnahmen nicht unangemessen im Widerspruch zur normalen Verwertung des Patents stehen und die berechtigten Interessen des Inhabers des Patents nicht unangemessen beeinträchtigen, wobei auch die berechtigten Interessen Dritter zu berücksichtigen sind.                                                    | Patentrecht  |
| WCT      | Art. 10 Abs. 1 | Die Vertragsparteien können in ihren Rechtsvorschriften in Bezug auf die den Urhebern von Werken der Literatur und Kunst nach diesem Vertrag gewährten Rechte Beschränkungen oder Ausnahmen in bestimmten Sonderfällen vorsehen, die weder die normale Verwertung der Werke beeinträchtigen, noch die berechtigten Interessen der Urheber unzumutbar verletzen.                                                                    | Urheberrecht |
| WCT      | Art. 10 Abs. 2 | Bei der Anwendung der Berner Übereinkunft begrenzen die Vertragsparteien in Bezug auf die darin vorgesehenen Rechte Beschränkungen oder Ausnahmen auf bestimmte Sonderfälle, die weder die normale Verwertung der Werke beeinträchtigen, noch die berechtigten Interessen der Urheber unzumutbar verletzen. | Urheberrecht |
| WPPT     | Art. 16 Abs. 2 | Die Vertragsparteien begrenzen die Beschränkungen und Ausnahmen in Bezug auf die in diesem Vertrag vorgesehenen Rechte auf bestimmte Sonderfälle, die weder die normale Verwertung der Darbietung oder des Tonträgers beeinträchtigen noch die berechtigten Interessen der ausübenden Künstler oder Tonträgerhersteller unzumutbar verletzen.                                                                                      | Urheberrecht |

### Revidierte Berner Übereinkunft (1967)

#### Norm
Nach Art. 9 Abs. 2 RBÜ (Stockholmer [1967] und Pariser [1971] Fassung) bleibt es der Gesetzgebung der Verbandsländer vorbehalten,
„die Vervielfältigung in gewissen Sonderfällen unter der Voraussetzung zu gestatten, dass eine solche Vervielfältigung weder die normale Auswertung des Werkes beeinträchtigt noch die berechtigten Interessen des Urhebers unzumutbar verletzt.“

#### Entstehungsgeschichte
Die 1886 abgeschlossene und seitdem immer wieder überarbeitete und erweiterte Berner Übereinkunft sah bis 1967 kein einheitliches Vervielfältigungsrecht vor, sondern beschränkte sich stattdessen auf partikulare Regelungen für bestimmte Werke und Nutzungsformen. Ein solches generelles Mindestrecht wurde erst bei der Revision von Stockholm (1967) in die Übereinkunft aufgenommen. Zwar gestanden die Mitgliedstaaten dem Urheber in ihren nationalen Gesetzen auch schon zuvor allesamt ein Vervielfältigungsrecht zu, dessen Umfang wich jedoch erheblich von Staat zu Staat ab, ebenso wie auch die Ausnahmeregelungen zu diesem Recht deutliche Unterschiede aufwiesen. Mit dieser Aufnahme des generellen Vervielfältigungsrechts bestand zugleich eine Notwendigkeit, auch im Bereich der Schranken eine generelle Regelung zu finden, um einerseits zu verhindern, dass es zu Widersprüchen zwischen dem neuen Vervielfältigungsrecht und nationalen Ausnahmebestimmungen kommt, und andererseits die Gefahr auszuräumen, dass Mitgliedsstaaten durch eine Ausweitung ihres Schrankenkatalogs das Vervielfältigungsrecht untergraben.
Die schon Jahre vor der Stockholmer Konferenz mit der Ausarbeitung eines Erstentwurfs betraute Studiengruppe Schweden/BIRPI schlug in ihrem 1963 vorgelegten Dokument neben dem schon zu diesem Zeitpunkt vorgesehenen generellen Vervielfältigungsrecht zunächst die Aufnahme eines Passus vor, wonach eine nationalgesetzliche Beschränkung der Anerkennung und der Ausübung des Vervielfältigungsrechts dann möglich sei soll, wenn ein eindeutig bestimmter Fall vorliegt und die Vervielfältigung der wirtschaftlichen Verwertung des Werkes keine Konkurrenz macht. “However, it shall be a matter for legislation in the countries of the Union, having regard to the provisions of this Convention, to limit the recognition and the exercising of that right, for specified purposes and on the condition that these purposes should not enter into economic competition with these works.” (Doc. S/1, Records 1967, S. 112) Die Gruppe sah ausweislich ihrer Protokolle von der Aufzählung einzelner Schrankenbestimmungen ab, weil befürchtet wurde, die nationalen Gesetzgeber könnten diese zur Gänze übernehmen und im Zuge dessen die teilweise gewährten Vergütungsansprüche der Urheber wegfallen lassen. Der 1965 eingesetzte Sachverständigenausschuss der Regierungen (Committee of Governmental Experts) befürwortete die Idee des generellen Vervielfältigungsrechts, empfahl im Bereich der Regelausnahmen jedoch eine abweichende Formulierung. Unter anderem stand nämlich etwa die Befürchtung im Raum, dass auch die weit verbreitete und  weithin für unverzichtbar erachtete Freistellung der Privatkopie an der Fassung der Studiengruppe scheitern könnte, weil bei restriktiver Auslegung auch private Kopien geeignet sind, wirtschaftliche Einbußen zu verursachen. Der Ausschuss empfahl stattdessen, die Vervielfältigung geschützter Werke (a) für den privaten Gebrauch; (b) zu Zwecken der Rechtspflege und behördlichen Zwecken sowie (c) in bestimmten Sonderfällen, in denen die Vervielfältigung nicht in Widerspruch zu den berechtigten Interessen der Urheber steht und die normale Verwertung des Werkes nicht beeinträchtigt wird, zu gestatten. Bereits dieser Vorschlag beinhaltete neben zwei spezifischen Regelungen mit Fall (c) – was im Feld des Konventionsrechts ein Novum war – eine Generalklausel.
Auf der Konferenz konnte sich der Vorschlag nicht gänzlich durchsetzen. Teils wurden Erweiterungen, teils Einschränkungen angeregt, etwa weil eine  Vervielfältigung zum privaten Gebrauch ohne jede Beschränkung bei den Vertretern der Verbandsländer auf Bedenken stieß. Mehrere Staaten wollten dementsprechend die Fälle (a) und (b) umformulieren. Aus dieser Diskussion erwuchs maßgeblich der später eingeführte Drei-Stufen-Test aufgrund eines Vorschlags Großbritanniens, das in seinem Vorschlag auf die Regelungen (a) und (b) zur Gänze verzichten und sich stattdessen auf eine auf (c) aufbauende, einzelne Generalklausel beschränken wollte. Die passierte Fassung unterschied sich nur noch im Detail vom britischen Vorschlag. So war speziell die Anordnung von Schritt 2 („… weder die normale Auswertung des Werkes beeinträchtigen“) und Schritt 3 („… noch die berechtigten Urheberinteressen unzumutbar verletzen …“) im britischen Entwurf noch umgekehrt und wurde auf Vorschlag der deutschen Delegation verkehrt, weil die Nichtbeeinträchtigung der normalen Auswertung als der zuvor zu prüfende Schritt erscheinen sollte.

### TRIPS-Übereinkommen (1994)

#### Norm
Das TRIPS-Übereinkommen aus dem Jahr 1994 bestimmt in seinem urheberrechtlichen Teil in Art. 13:
„Die Mitglieder begrenzen Beschränkungen und Ausnahmen von ausschließlichen Rechten auf bestimmte Sonderfälle, die weder die normale Auswertung des Werkes beeinträchtigen noch die berechtigten Interessen des Rechtsinhabers unzumutbar verletzen.“

#### Entstehungsgeschichte
Die urheberrechtlichen Bestimmungen des TRIPS-Übereinkommens (Art. 9–13) verfolgen den so genannten „Bern Plus“-Ansatz, das heißt, sie bauen auf den Grundprinzipien auf, die die RBÜ (Pariser Fassung) vorgibt (Art. 9 Abs. 1 TRIPS). Entstehungsgeschichtlich lassen sich hinsichtlich Art. 13 TRIPS zunächst deutliche Differenzen zwischen den beteiligten Staaten ausmachen. So hatten etwa die Vereinigten Staaten bei der Vorbereitung der GATT-Uruguay-Runde, die 1994 im TRIPS-Übereinkommen mündete, vorgeschlagen, lediglich solche Beschränkungen und Ausnahmen der Vermögensrechte zuzulassen, die „vollumfänglich in Einklang mit den Anforderungen der Berner Konvention (1971) stehen und in jedem Fall auf eindeutig und klar festgelegte Sonderfälle“ beschränkt sind, welche „bestehende oder potenzielle Märkte für urheberrechtlich geschützte Werke oder deren Wert nicht beeinträchtigen“ (“[A]ny limitations and exemptions to exclusive economic rights shall be permitted only to the extent allowed and in full conformity with the requirements of the Berne Convention (1971) and in any event shall be confined to clearly and carefully defined special cases which do not impair actual or potential markets for, or the value of, copyrighted works.” (GATT Doc MTN.GNG/NG11/W/14/Rev.1, 8)). In dem Nachsatz („und in jedem Fall […]“) wurde teilweise eine Verschärfung von Art. 9 Abs. 2 RBÜ gesehen. Andere Industriestaaten drängten ebenfalls tendenziell auf eine schärfere Schranken-Schranke, während insbesondere Entwicklungs- und aufstrebende Staaten (etwa Brasilien und Indien) die Möglichkeit zu freizügigeren Ausnahme- und Schrankenregelungen befürworteten (bzw. jedenfalls – im Fall der RBÜ-Unterzeichner – keine Verschärfung gegenüber der RBÜ beabsichtigt war). Die Diskussionen führten schließlich zu der Festlegung in Art. 9 Abs. 1 TRIPS, durch die die allermeisten Bestimmungen der RBÜ inkorporiert wurden, unter anderem auch Art. 9 Abs. 2 RBÜ mit dem Drei-Stufen-Test. Dies schließt insbesondere auch die Freiheit des Zitats ein, die als einzige spezifische Ausnahme bzw. Schranke in Art. 10 Abs. 1 RBÜ für alle Mitgliedsstaaten verbindlich ist.
Dessen ungeachtet findet sich der Drei-Stufen-Test noch einmal explizit in Art. 13 TRIPS, der auf einen Entwurfsvorschlag der USA zurückgeht. Dieser war ursprünglich – in Einklang mit dem oben zitierten Erstvorschlag der amerikanischen Delegation – wohl noch etwas weiter gefasst, “Contracting parties schall confine any limitations or exceptions to exclusive rights […] to clearly and carefully defined special cases which do not impair an actual or potential market for or the value of a protected work.” (GATT Doc. MTN.GNG/NG11/W/70 vom 11. Mai 1990) näherte sich im Verlauf der Diskussion jedoch immer weiter der RBÜ-Fassung an und kulminierte schlussendlich fast wortwörtlich darin.

#### Verhältnis zur RBÜ
Die faktische Doppelexistenz des Drei-Stufen-Tests im TRIPS-Übereinkommen wirft die Frage nach dem Verhältnis zur RBÜ auf. Die Literatur beantwortet diese überwiegend dahingehend, dass Art. 13 TRIPS eine zusätzliche Kontrolle für die erlaubten Schranken aus der RBÜ darstellt. Mithin handelt es sich um ein „Bern Plus“-Element in dem Sinne, dass eine Schranke, die am Drei-Stufen-Test der RBÜ scheitert, auch nicht durch das TRIPS-Übereinkommen gerechtfertigt werden kann, dass aber umgekehrt gegen eine Schranke, die den Drei-Stufen-Test der RBÜ passiert, möglicherweise eine Handhabe durch das TRIPS-Übereinkommen bestehen kann. Für Interpretationsdifferenzen besteht durch eine Reihe von Unterschieden bzw. unterschiedlicher Nuancierungen zumindest ein gewisser Raum:
- Das TRIPS-Übereinkommen geht dahingehend weiter als die RBÜ, als sich letztere nur auf das Vervielfältigungsrecht des Urhebers, nicht aber auf andere Formen der Verwertung bezieht. Entsprechend bezieht sich auch der Drei-Stufen-Test der RBÜ auch nur auf die Vervielfältigung, der des TRIPS-Übereinkommens sich hingegen auf alle Verwertungsrechte.[24]
- Auch ergeben sich Wertungsunterschiede aus der unterschiedlichen Grundintention der Abkommen. Während die RBÜ primär auf die Sicherung und den graduellen Ausbau der Rechte von Urhebern zielt, ist Sinn und Zweck des TRIPS-Abkommens der Abbau von Handelshindernissen und -barrieren, mithin also die Förderung des internationalen Handels.[25][26] Ricketson weist vor diesem Hintergrund etwa darauf hin, dass es im Lichte des auf einen Ausgleich gerichteten Charakters des TRIPS-Abkommens (siehe insbesondere Art. 7 TRIPS) rechtsfehlerhaft sei, den dortigen Drei-Stufen-Test übermäßig zugunsten der Rechteinhaber zu interpretieren.[27]
- Die RBÜ regelt einige erlaubte Ausnahmebestimmungen noch einmal separat in Art. 10 Abs. 1 und 2, wo auf die „anständige Gepflogenheiten“ rekurriert wird; Art. 10 Abs. 1 fordert gar als zwingende Schranke das Zitatrecht. Art. 13 TRIPS stellt klar, dass sich auch die dort bestimmten Nutzungen am Dreistufentast messen lassen müssen.[28]
- In Art. 9 Abs. 2 RBÜ fällt im dritten Schritt die Rede auf die unzumutbare Verletzung von „berechtigten Interessen des Urhebers“, während das TRIPS-Übereinkommen an dieser Stelle auf die „berechtigten Interessen des Rechtsinhabers“ (eigene Hervorhebung) abstellt, wodurch sich Wertungsunterschiede ergeben könnten. Art. 13 TRIPS zielt entsprechend der Zwecksetzung des Abkommens auf monetäre Aspekte des Urheberschutzes. Schränkt eine nationale Schrankenregelung etwa das Anerkennungsrecht des Urhebers im Verstoß gegen Art. 9 Abs. 2 RBÜ ein, so wäre nach einer vertretenen Ansicht in der Literatur anzunehmen, dass hierfür über die Streitlösungsmechanismen des TRIPS-Übereinkommens keine direkte Handhabe bestehen wird, da es an einem Verstoß gegen Art. 13 TRIPS fehlt.[29][30]

Schließlich muss insbesondere bedacht werden, dass Art. 13 TRIPS sich zwar in vielen Fällen mit dem Drei-Stufen-Test der RBÜ deckt, jedoch einen zusätzlichen Kanal zur Rechtsdurchsetzung eröffnet. Während im Rahmen der RBÜ die Verbandsländer selbst die Einhaltung des Abkommens überwachen, sind mögliche Verstöße gegen das TRIPS-Übereinkommen im Wege eines WTO-Streitbeilegungsverfahrens („WTO-Panels“) überprüfbar.

### WIPO-Verträge (1996)

#### Norm
Art. 10 Abs. 1 des WIPO-Urheberrechtsvertrags (WCT) vom 20. Dezember 1996 erlaubt in Bezug auf die den Urhebern von Werken der Literatur und Kunst im WCT gewährten Rechten Beschränkungen und Ausnahmen
„in bestimmten Sonderfällen […], die weder die normale Auswertung des Werkes beeinträchtigen noch die berechtigten Interessen des Urhebers unzumutbar verletzen.“
Zusätzlich regelt Art. 10 Abs. 2 WCT, dass dieses Drei-Stufen-Kriterium nicht nur auf Beschränkungen und Ausnahmen zum WCT selbst, sondern grundsätzlich auch auf Beschränkungen und Ausnahmen zum Vervielfältigungsrecht der RBÜ Anwendung findet. Eine identische Formulierung des Tests findet sich darüber hinaus im WIPO-Vertrag über Darbietungen und Tonträger (WPPT) (Art. 16 Abs. 2) in Bezug auf die Verwertung von Darbietungen und Tonträgern.

#### Entstehungsgeschichte
Grundintention der WIPO-Verträge war insbesondere, den Herausforderungen des technologischen Wandels und der zunehmenden Bedeutung des Internets Rechnung tragen zu können, deren Besonderheiten im TRIPS-Übereinkommen nicht explizit Berücksichtigung gefunden hatten. Im Basic Proposal zum WCT war auch schon eine nur leicht abweichende Form der beschlossenen Fassung des späteren Art. 10 enthalten. Abweichend sollten Beschränkungen und Ausnahmen „nur“ unter den aufgeführten Bedingungen möglich sein. Das Wort „nur“ wurde im anschließenden Diskussionsprozess jedoch als überflüssig gestrichen. Die Doppelstruktur des Drei-Stufen-Tests in Art. 10 Abs. 1 und Abs. 2 war auch bereits im Ursprungsentwurf enthalten. Absatz 2, der den Anwendungsbereich des Drei-Stufen-Tests des WCT noch einmal ausweitet, traf auf Kritik; einige Staaten (zum Beispiel Südkorea und China) forderten seine vollständige Streichung. Singapur gab etwa zu bedenken, es stehe „im Widerspruch zu der Verpflichtung auf einen Ausgleich im Urheberrecht, wenn von der Konferenz gebilligte Beschränkungen und Ausnahmen eingeengt, der Schutzbereich aber vergrößert wird“. Eine Einigung konnte schließlich erzielt werden, indem in die Erläuterungen in der gemeinsamen Erklärung der Unterzeichnerstaaten eine Passage aufgenommen wurde, wonach Art. 10 Abs. 2 „die Reichweite der nach der Berner Übereinkunft erlaubten Beschränkungen und Ausnahmen weder einschränkt noch ausweitet“.

#### Doppelnatur des Drei-Stufen-Tests und Verhältnis zur RBÜ und TRIPS
Art. 10 Abs. 1 WCT bezieht sich auf Beschränkungen und Ausnahmen zu den im WCT vorgesehenen Rechten und verlangt hierfür die Anwendung des Drei-Stufen-Tests; Art. 10 Abs. 2 WCT ordnet den Drei-Stufen-Test dann zusätzlich auch für Beschränkungen und Ausnahmen an, die bei Anwendung der RBÜ zulässig sind.
Wie im Fall von Art. 13 TRIPS handelt es sich auch beim Drei-Stufen-Test des WCT um eine allgemeine Schranke in dem Sinn, dass sie sich nicht wie die RBÜ nur auf ein bestimmtes Verwertungsrecht (dort: das Vervielfältigungsrecht) bezieht. Insbesondere ist nach den Erläuterungen in der gemeinsamen Erklärung der Unterzeichnerstaaten vorgesehen, die unter der RBÜ zulässigen Schranken auch im Bereich digitaler Nutzungen anzuwenden, sodass, wie Lewinski anmerkt, beispielsweise nicht nur die in Art. 2bis Abs. 2 RBÜ beschriebene Nutzungen von öffentlich gehaltenen Vorträgen und Ansprachen, sondern auch die im WCT den Urhebern vorbehaltenen Nutzungen, speziell auch die Online-Übertragung solcher Ansprachen, freizustellen. Zudem soll es nach den Erläuterungen auch gerade zulässig sein, für neue Rechte im digitalen Kontext angemessene Schranken zu finden (die dem Art. 10 Abs. 1 WCT genügen).